# Atractosteus
Genre
Synonymes
- Lepisosteus (Atractosteus) Rafinesque, 1820
- Litholepis Rafinesque, 1818

Atractosteus est un genre de poissons de la famille des Lepisosteidae qui compte trois espèces.

## Liste des espèces
- Atractosteus spatula Lacépède, 1803 (dit Garpique alligator)
- Atractosteus tristoechus Bloch Et J. G. Schneider, 1801 (dit Cubain)
- Atractosteus tropicus T. N. Gill, 1863 (dit Tropical)

## Référence
- (en) Froese, Rainer, Daniel Pauly, eds. (2011). Les espèces d'Atractosteus dans FishBase